# Leucopogon fletcheri
Leucopogon fletcheri är en ljungväxtart. Leucopogon fletcheri ingår i släktet Leucopogon och familjen ljungväxter.

## Underarter
Arten delas in i följande underarter:
- L. f. brevisepalus
- L. f. fletcheri